# Wilhelm Tornérhjelm
Jacob Wilhelm Tornérhjelm, född 29 januari 1767, död 23 september 1814, var en svensk  militär och frimurare samt en av stiftarna (nr 29) av Kungliga Krigsvetenskapsakademien.

## Uppväxt
Tornérhjelm var son till ryttmästaren Jacob Tornérhielm (1729–1803) och friherrinnan Eleanora Sofia von Hyltéen på Sandby kungsgård i Skåne. 

## Militär karriär
År 1782 antogs Wilhelm Tornérhjelm som volontär vid Livgardet till fots och hade därmed inlett sin karriär som officer. År 1783 blev han fänrik och 1790 utnämndes han till löjtnant. År 1796 blev han kapten, år 1806 major och slutligen överstelöjtnant år 1808. År 1802 dubbades han till riddare av Svärdsorden. 
Hösten 1805 drogs Sverige in i förvecklingarna kring kontinentalsystemet och tog därvid parti för Storbritannien i striderna mot Frankrike. Tornérhjelm skeppades tillsammans med den av kung Gustav IV Adolf sammankallade armén om 12 000 man till Svenska Pommern. Det svenska krigsinsatsen pågick under två år och var inte särskilt framgångsrik, mycket på grund av kungens bristfälliga insikt om vad man egentligen kunde. I slutet av september 1807 lämnade armén landet från Rügen. 
Tornérhjelm hade under hela tiden tjänstgjort som chef för generalstabsvakten vilket var en styrka som satts upp för att skydda arméns högkvarter och ledning. Han utsågs efter hemkomsten till bataljonschef för Svea livgarde och blev snart engagerad i Finska kriget. Kriget gick mycket dåligt och Gustav IV Adolf blev så upprörd att han fråntog de tre gardesregementena till fot deras gardesstatus, något som bland annat påverkade den anställda officerarna ekonomiskt i och med att deras löneförmåner försvann. Denna händelse kallas i den svenska historien för gardesdegraderingen och väckte mycket stor uppmärksamhet. Emellertid påverkade tydligen inte detta kungens förtroende för Tornérhjelm eftersom han utnämndes till överstelöjtnant 1808. 
Tornérhjelm anslöt sig aldrig till de krafter som ville störta kungen och eftersom han, tillsammans med sina styrkor ur finska kriget, var kvar på Åland under vintern/våren 1809 kom han heller inte att ta någon del i störtandet som istället genomfördes av personal ur den västra armén. Istället var han fullt sysselsatt med att slåss mot ryssarna som landstigit på Åland i mitten av mars 1809. Hans vägran att ansluta sig till revolutionärerna gjorde att han kom att betraktas med misstro av den nya regimen, något som sannolikt kan ha lett till de rykten om att han hamnat i onåd hos kung Karl XIII. Misstron kom dock sannolikt inte från Karl XIII som Tornérhjelm före dennes regeringstid stått nära, utan från personer i kretsen runt kungen . Tornérhjelm, som vid den här tiden var sliten och trött samt led av en skada han ådragit sig på Åland, begärde tjänstledighet och beviljades detta i mitten av april 1809. Han kallades aldrig in till vidare tjänstgöring.

## Livet som civil
Efter att han lämnat sin tjänst levde han som privatperson i Stockholm under allt knappare omständigheter. Den officerspension han uppbar urholkades av inflationen och därtill var han sjuk. Av Tornérhjelms bouppteckning framgår att han hade obetalda skulder till läkare och apotekare. Till slut orkade han inte längre utan begick självmord genom att skjuta sig. Ett vanligt rykte är att Tornérhjelm begick självmord av besvikelse över att inte ha tilldelats Carl XIII:s orden, men detta är enligt senare tids forskning samt efter vad som antyds i hans avskedsbrev, inte sant, även om det kan ha bidragit till hans allmänna leda vid livet. I sitt avskedsbrev  skriver han:
Det obetydliga Capital, hvilket jag förut med stora mödor förvärfat, är igenom de sex senare Årens tilltagande dyrhet och försämrade papperspenningar, alldeles bortsmält. Mer än halfva wärdet av min påräknade förmögenhet, har jag under denna korta tiderymd, i sjelfva verket skattat till Rikets dåliga Mynt-Wäsende. /.../ Ingen beräkning af inkomst eller Utgift, kan dessutom ega rum, där Mynt-tecknen falla och förnödenheterna stiga, många procent om Året. /.../ Jag ser ej heller hvartil Åldrens skröplighet, och ett flerårigt döende, nu skulle gagna mig eller någon annan: alltså kan det vara lagom tid att recommendera sig.